# Jacques Obozinski
Jacques Obozinski (ur. 30 grudnia 1890 w Sint-Gillis, zm. 2 lipca 1981 w Namur) – belgijski architekt.
Urodził się w rodzinie o polskim pochodzeniu. Od 1909 do 1913 studiował na Wydziale Architektury Académie royale des beaux-arts de Bruxelles pod kierunkiem Jean-Baptiste Dewina, na tym samym roku studiowali również Jean-Jules Eggericx i Louis-Herman de Koninck. Po ukończeniu nauki swoją pracę zawodową związał z wykładowcą Fernandem Petit, z którym wykonał wiele wspólnych projektów budynków mieszkalnych i obiektów użyteczności publicznej m.in. Halles America (1921-1925). Projekty indywidualne obejmowały początkowo domy jednorodzinne i szeregowe realizowane w Brukseli i na jej przedmieściach. W późniejszym czasie współpracował z bratem Yvanem, który był projektantem mebli i wnętrz. Jego projekty uczestniczyły w dwóch zorganizowanych w Brukseli światowych wystawach architektury (1935 i 1958). Po II wojnie światowej zaprojektował wiele budynków mieszkalnych i biurowych, które powstały w Brukseli. Projekty Jacques’a Obozinskiego cechowała prostota stylu łącząca monumentalną nowoczesność wnętrz z klasycznymi fasadami budynków.